# Saiki
Saiki (japanisch 佐伯市, -shi) ist eine Stadt in der Präfektur Ōita in Japan.

## Geographie
Saiki liegt südlich von Ōita und nördlich von Nobeoka.

## Geschichte
Saiki ist eine alte Burgstadt, in der zuletzt die Mōri mit einem Einkommen von 20.000 Koku residierten.
Seit 29. April 1941 wird Saiki als Stadt geführt.

## Verkehr
- Straßen:
  - Nationalstraße 10: nach Kitakyūshū oder Kagoshima
  - Nationalstraßen 217, 326, 388
- Zug:
  - JR Nippō-Hauptlinie: nach Kokura oder Kagoshima

## Städtepartnerschaften
- Gladstone, seit 1996
- Handan, seit 1994
- Honolulu, seit 2003

## Söhne und Töchter der Stadt
- Fujio Mitarai (* 1935), Präsident von Canon, Chef des japanischen Wirtschaftsverbands Nippon Keidanren
- Kenji Narisako (* 1984), Hürdenläufer
- Hiroki Todaka (* 1991), Fußballspieler
- Kento Nakamura (* 1997), Fußballspieler

## Angrenzende Städte und Gemeinden
- Präfektur Ōita
  - Usuki
  - Tsukumi
  - Bungo-Ōno
- Präfektur Miyazaki
  - Nobeoka
  - Hinokage